# Elizabeth Mosquera
Ana Elizabeth Mosquera Gómez (Maracaibo, 16 de março de 1991) é uma modelo e rainha de beleza da Venezuela que venceu o Miss Internacional 2010.
Ela foi a sexta de seu país a vencer este concurso.

## Biografia
Elizabeth é modelo, atriz, é casada, tem uma filha e vive nos Estados Unidos.

## Concursos de beleza

### Reinado Internacional do Café 2010
Na Colômbia, em janeiro de 2010, Mosquera ficou em quinto lugar no Reinado Internacional del Café.

### Miss Venezuela 2009
Representando Trujillo, Elizabeth ficou em terceiro lugar no Miss Venezuela 2009, ganhando assim o direito de participar do Miss Internacional 2010.

### Miss Internacional 2010
Elizabeth foi coroada na cidade de Chengdu, China. Ela derrotou outras 68 concorrentes para levar a coroa de Miss Internacional 2010 no dia 07 de novembro do mesmo ano.
Ela foi, segundo o El Impulso (ver nas referências) a segunda mulher de "pele morena" a vencer este concurso.